# 볼데마르 포크트

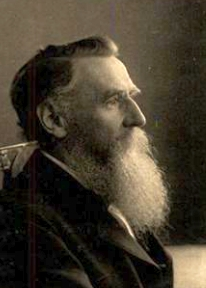

볼데마르 포크트(독일어: Woldemar Voigt [ˈvɔldəmaɐ̯ foːkt][*], 1850년 9월 2일 ~ 1919년 12월 13일)는 독일의 물리학자이다.
라이프치히에서 태어나 괴팅겐 대학교에서 프란츠 에른스트 노이만에게 배웠다. 전공은 결정물리학, 열역학, 전자광학이었다. 1898년 포크트 효과를 발견했고, 1898년 현재 사용되는 의미로서의 텐서라는 용어를 고안했다. 포크트 윤곽과 포크트 표기법은 그의 이름이 붙은 것이다.